# Roy Spencer
Roy W. Spencer es un profesor, climatólogo, y científico investigador principal en la Universidad de Alabama en Huntsville, así como Jefe de Equipo Científico de EE. UU. para el Radiómetro de Escaneo (acrónimo en inglés AMSR - E del satélite Aqua. Se ha desempeñado como científico principal, de estudios del clima en la NASA Marshall Space Flight Center, en Huntsville, Alabama.
Es conocido por su trabajo basado en satélites de vigilancia de temperatura, por el que fue galardonado con una Mención Especial de la American Meteorological Society. Spencer sugiere que el calentamiento global es mayormente natural, y que el sistema climático es bastante insensible a las emisiones humanas de gases de invernadero y de aerosoles contaminantes y sugiere que las variaciones caóticas en la cobertura de nubes bajas puede dar cuenta de la mayor parte del calentamiento observado.

## Educación y obra
En 1978, Spencer obtuvo un B.S. en ciencias atmosféricas de la Universidad de Míchigan, y su M.S. y luego el Ph.D. en Meteorología por la Universidad de Wisconsin-Madison en 1980 y 1982. Spencer diseñó un algoritmo para detectar ciclones tropicales y estimar su velocidad máxima sostenida del viento utilizando el "Advanced Microwave Sounding Unit" (Sonar mejorado de microondas) (AMSU) en la Universidad de Alabama en Huntsville. Dicho AMSU es un radiómetro de microondas que puede ser usado para detectar temperaturas a diferentes niveles de la atmósfera. Sobre la base de los gradientes de las mediciones de temperatura en un área determinada, es posible calcular la velocidad máxima sostenida del viento radial.
Habla a menudo en público sobre el clima, incluyendo cuatro apariciones en Coast to Coast AM. Es miembro de la junta directiva de la George C. Marshall Institute, y es miembro de la junta de asesores de la Alianza Cornwall Alianza para la Administración de la Creación.

## Estudios sobre el cambio climático
Durante muchos años, Spencer, junto con John R. Christy, ha mantenido un registro de las temperaturas atmosféricas, derivado de mediciones por unidades de sonar en satélites, comúnmente llamado el Registro "UAH". Esto fue controversial, ya que hasta finales de 1990 los registros por satélite erróneamente mostraban una tendencia neta de enfriamiento global, en desacuerdo con las radiosondas y los registros de temperaturas superficiales. Una serie de correcciones se han hecho desde entonces, trayendo datos de temperatura UAH en estrecha concordancia con otros registros de temperatura. El más importante, demostrado en un artículo de 1998 por Frank Wentz y Matthias Schabel del RSS, fue corregir el decaimiento orbital de los satélites MSU.

### Artículo de retroalimentación nubosa de 2007
En agosto de 2007, Spencer y otros publicaron un artículo en Geophysical Research Letters con respecto a la retroalimentación nubosa en los trópicos. La comprensión actual del sistema climático, predice que un aumento de altas nubes, que atrapan el calor, acelerando el calentamiento global. Sus observaciones en los trópicos, hallando un negativo feedback (though this was on month-to-month time scales rather than the decadal or longer time scales on which climate change is determined), and a lower climate sensitivity than the current consensus. Spencer and colleagues state that the negative feedback possibly supports Richard Lindzen's Infrared Iris hypothesis of compensating meteorological processes that tend to stabilize climate change.

### Spencer y Braswell 2008
En 2008, Spencer y William Braswell publicaron un artículo en el Journal of Climate which stated that conventional diagnoses of positive cloud feedback are artificially biased positive, because they ignore natural cloud variability. Climate model analyses treat decreasing cloud cover as an evidence of positive feedback of atmosphere to initial CO2 induced warming, while it easily could be the other way around: the real cause of warming could be small naturally caused variations in cloud cover with rising temperatures as a result. Spencer postulates strong negative cloud feedback, contrary to what the current IPCC climate models use. He points out that the IPCC concedes that low clouds are the most uncertain element in climate models, and that a 1% change in low cloud cover could have radiative forcing equal to doubling of CO2. Spencer asserts that small cloud variations connected with the Pacific Decadal Oscillation can explain 75% of global warming in the twentieth century.

### Spencer y Braswell 2011
El 26 de julio de 2011, Spencer y Braswell publicaron: "Misdiagnosis of Climate Feedbacks from Variations in Earth's Radiant Energy Balance (Diagnóstico erróneo de las retroacciones climáticas de las Variaciones en el Saldo de la energía radiante de la Tierra)", en Remote Sensing, con revisión por pares, open-access journal. The paper questioned the ability of some computer climate models to reproduce the time lagged relationship between average sea surface temperature and net terrestrial radiative flux, and used a simple model to suggest the method used by Andrew Dessler and others to established the value of cloud feedback was flawed.

## Calentamiento global
Spencer se ha descrito como un "optimista del calentamiento global" con sus trabajos para cuantificar el termostato de la Naturaleza. En varios artículos, Spencer ha abrazado opiniones que se muestran escépticos de la dominante opinión científica sobre el cambio climático antropogénico.
En 2006, Spencer criticó el documental de Al Gore An Inconvenient Truth, afirmando que "Por ejemplo, el señor Gore afirma que la Tierra está más caliente hoy que en miles de años. Sin embargo, el último reporte de la National Academies of Science (NAS) reportó sobre el tema admitiendo que todo lo que realmente sabemos es que estamos más cálidos de lo que fueron los últimos 400 años, que se compone sobre todo de la 'Pequeña Edad de Hielo'".
En una opinión ante la columna del New York Post el 26 de febrero de 2007, Spencer escribió: 

A diferencia de los relatos populares, muy pocos científicos en el mundo, posiblemente ninguno, tienen un lo suficientemente profundo, "panorama general" sobre la comprensión del sistema climático para poder ser invocada para una predicción de la magnitud del calentamiento global. Para el público, todos  parecemos expertos, pero la gran mayoría de nosotros trabajamos en una pequeña parte del problema.

En una entrevista en el programa de entrevistas del conservador Rush Limbaugh, el 28 de febrero de 2007, Spencer stated that he doesn't believe "catastrophic manmade global warming" is occurring. He also criticized climate models, saying "The people that have built the climate models that predict global warming believe they have sufficient physics in those models to predict the future. I believe they don't. I believe the climate system, the weather as it is today in the real world shows a stability that they do not yet have in those climate models." Roy Spencer is also included in a film that argues against the theory of man-made global warming called The Great Global Warming Swindle.
Testificó ante el Comité Waxman de exámenes de interferencias políticas en la ciencia del clima, del 19 de marzo de 2007.
Spencer es asesor de la Cornwall Alliance for the Stewardship of Creation and a signatory to "An Evangelical Declaration on Global Warming".
En la declaración se admite:

"Creemos que la Tierra y sus ecosistemas - creado por el diseño inteligente de Dios y el poder infinito y sostenida por sus fieles providencia - son robustos, resistentes, de auto-regulación y auto-correctiva, se prestan admirablemente para el florecimiento humano, y mostrar su gloria. El sistema climático terrestre no es una excepción."

Spencer ha publicado dos libros sobre cambio climático: en 2008, Climate Confusion: How Global Warming Hysteria Leads to Bad Science, Pandering Politicians and Misguided Policies that Hurt the Poor, y en 2010, The Great Global Warming Blunder: How Mother Nature Fooled the World’s Top Climate Scientists.

## Diseño inteligente
Spencer es un defensor del diseño inteligente como otro mecanismo para el origen de las especies. Sobre el tema, Spencer escribió en 2005: "Hace veinte años, como un científico doctorado, intensamente estudié la evolución en comparación con la controversia del diseño inteligente, por cerca de dos años. Y, por último, a pesar de mi previa aceptación de la teoría evolutiva como "un hecho", llegué a la conclusión de que el diseño inteligente como una teoría de los orígenes, no es más religioso, y no menos científico, que el evolucionismo... En la comunidad científica, no estoy solo. Hay muchos buenos libros sobre el tema. Curiosamente, la mayoría de los libros están escritos por científicos que han perdido la fe en la evolución como adultos, después de haber aprendido a aplicar las herramientas de análisis que se les enseñó en la universidad." En The Evolution Crisis, que es una compilación de cinco científicos, que rechazan la evolución, Spencer afirma: "Finalmente me convencí que la teoría de la creación en realidad tiene una base científica mucho mejor que la teoría de la evolución, pues el modelo de la creación, en realidad, es más capaz de explicar la complejidad física y biológica en el mundo... La ciencia nos ha sorprendido con sus muchos descubrimientos y avances, pero se ha topado con un muro de ladrillos en su intento de librarse de la necesidad de un creador y diseñador."

## Galardones
- 1989: Mención Director del Centro Marshall Space Flight Center[20][28]
- 1990: Resolución de la Cámara de Representantes de Alabama #624[20]
- 1991: Medalla de Logro Científico Excepcional de NASA (con John Christy)[20][28]
- 1996: American Meteorological Society Premio especial "por el desarrollo de un registro mundial, menos impreciso de la Tº de la tierra, en funcionamiento con satélites de órbita polar, fundamentalmente para avanzar la capacidad de vigilar el clima" (con John Christy)[20][28][29]

## Algunas publicaciones
- Spencer, R.W. (2008). Climate Confusion: How Global Warming Hysteria Leads to Bad Science, Pandering Politicians and Misguided Policies that Hurt the Poor. Encounter Books. ISBN 1594032106.
- Spencer, R.W. (2010). The Great Global Warming Blunder: How Mother Nature Fooled the World's Top Climate Scientists. Encounter Books. ISBN 1594033730.

### Artículos de Spencer en línea
- On the Misdiagnosis of Surface Temperature Feedbacks from Variations in Earth’s Radiant Energy Balance, Roy W. Spencer y William D. Braswell, Remote Sens. 2011, 3(8), 1603-1613; doi 10.3390/rs3081603 - publicado en línea 25 de julio de 2011
- 'McCain's Assault on Reason, National Review 13 de mayo de 2008
- Global Warming: Natural or Manmade? (actualizado 2009)
- Global Warming Theory in a Nutshell (aptualizado 2009)
- Roy Spencer Audio (enlace roto disponible en Internet Archive; véase el historial, la primera versión y la última). presentation at 2008 Heartland Institute International Conference on Climate Change
- Cirrus disappearance: Warming might thin heat-trapping clouds, UAHuntsville News Center 9 de agosto de 2007
- Tropospheric temperature change since 1979 from tropical radiosonde and satellite measurements Archivado el 12 de noviembre de 2011 en Wayback Machine. Christy et al. Journal of Geophysical Research, Vol. 112, D06102, doi 10.1029/2005JD006881, 2007
- Statement Concerning the Role of Water Vapor Feedback in Global Warming, presentado al United States House Science Subcommittee on Energy and Environment, 7 de octubre de 1997
- Star Search Roy Spencer 2006 article commenting on Al Gore's "An Inconvenient Truth" movie in the TCS Daily
- "NOT THAT SIMPLE GLOBAL WARMING: WHAT WE DON'T KNOW", NY Post, 26 de febrero de 2007
- Manmade Global Warming: A Pending Catastrophe, or False Alarm? (video (enlace roto disponible en Internet Archive; véase el historial, la primera versión y la última)., abstract) – Presentado el 25 de enero de 2008 en la reunión de la Philosophical Society of Washington
- Artículos de investigación, en el website de Spencer